# Google マイマップ EXPO
Google マイマップ EXPO（グーグル・マイマップ・エキスポ）とは2007年12月21日から2008年2月29日までの2ヶ月間に行われた一般参加型オリジナルマップ・コンテスト。Google マップの知名度を上げ、ユーザを増やす狙いで行われた。

## 概要
Google マップのマイマップ機能を使って作成したオリジナルマップを投稿する。「街の見かたは人の数だけある。地図で自分を表現しよう。」と銘打つだけあって、観光、飲食、建築など一般的な事柄からゲテモノ、珍種、トリビアなど様々な種類の地図が投稿されている。

## 募集期間
2007年12月21日（金）0：00～2008年2月29日（金）18：00

## 結果発表、賞品
2008年 3月中旬に公式ウェブサイト上にて発表される。ベストマイマップ優秀賞10作品（うち、最優秀賞1作品）に記念トロフィーが贈呈される。

## ゲスト
有名人や団体もゲスト参加していることで、彼らのオリジナルマップが楽しめ、それぞれの趣向が垣間見えて面白い。
- 藤原ヒロシの冒険スポット紹介
- 押切もえのお気に入りマップ
- 田中知之のグルメマップ
- サエコのお気に入りマップ
- DannyChooの出没地マップ
- 住宅都市整理公団のお勧め団地マップ